# ビアナ・ド・ボーロ

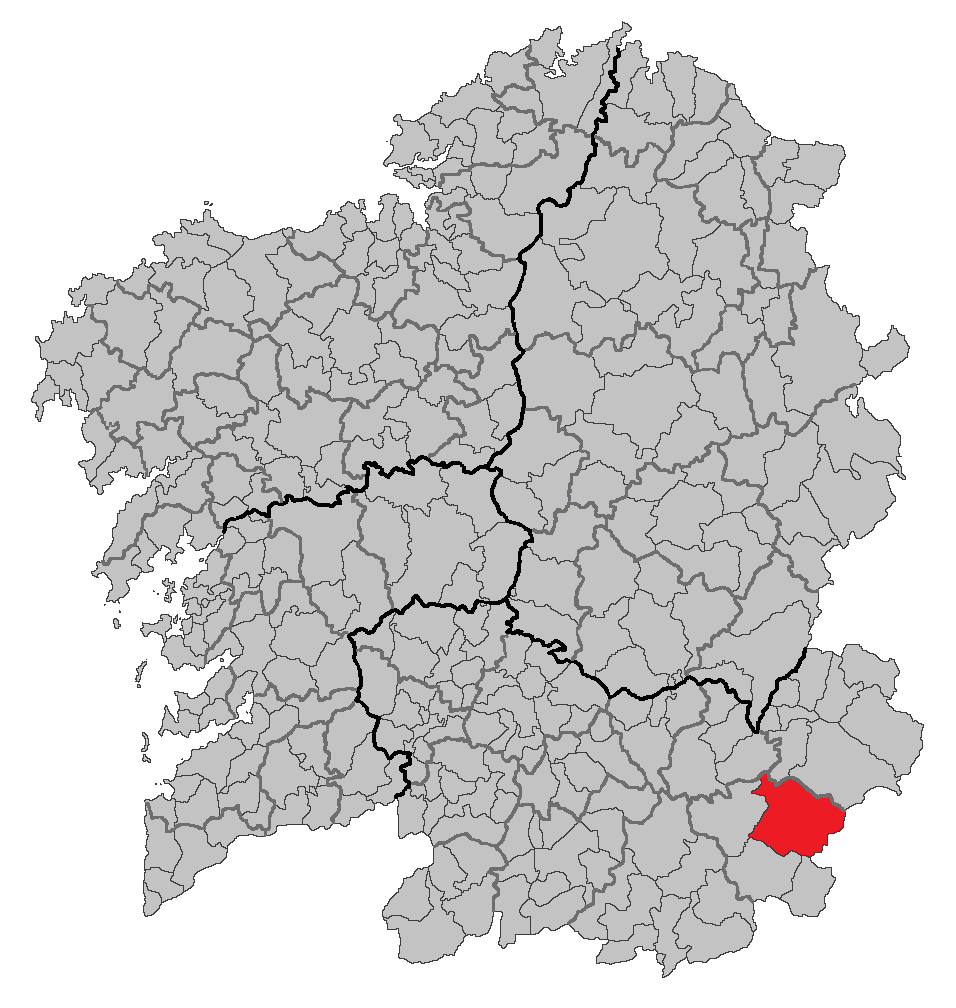

ビアナ・ド・ボーロ（Viana do Bolo）はスペイン、ガリシア州、オウレンセ県の自治体で、コマルカ・デ・ビアナに属する。自治体住民名簿によると2009年の人口は1,365人（2003年：1,468人）。住民呼称はvianés/-esa。カスティーリャ語表記はViana do Bolo（ビアナ・ド・ボーロ）。
ガリシア語話者の自治体人口に占める割合は94.95％（2001年）。

## 地理
ビアナ・ド・ボーロはオウレンセ県の東部に位置し、コマルカ・デ・ビアナに属する。北はマンサネーダ、オ・ボーロ、ア・ベイガと、東はカスティーリャ・イ・レオン州のサモーラ県と、南はア・メスキータ、ア・グディーニャと、西はビラリーニョ・デ・コンソの各自治体と接する。自治体中心地区はビアナ・ド・ボーロ教区のビアナ・ド・ボーロ地区。

### 人口
1900年にはビアナ・ド・ボーロの人口は8,016人を数えたが、1930年には7,906人へと減少、1950年には8,448人へと増加したものの、この年以降移民として出ていくものが目立ってくる、おもな移民先はブラジル、そして国内およびラテン・アメリカ、ヨーロッパなどの諸都市である。1981年の国勢調査では6,411人、91年には4,672人へと減少している。2008年には3,368人、2009年には3,382人で前年より14人増加したものの、2010年には再び3,323人へと減少している。
| ビアナ・ド・ボーロの人口推移 1900－2010                 |
|                                                         |
| 出典:INE（スペイン国立統計局）1900年 - 1991年、1996年 - |

## 経済
ビアナ・ド・ボーロの主要な産業は農業と牧畜業である。農業は気候と小土地所有制（minifundio）によって限界があるため、クリ生産を除いては基本的に自家消費用である。牧畜業は食肉用に、羊、山羊、豚などが飼育されている。

## 政治
自治体首長はガリシア国民党（PPdeG）のアンドレス・モンテシーノス・ロドリゲス（Andrés Montesinos Rodríguez）、自治体評議員はガリシア国民党：7、ガリシア社会党（PSdeG-PSOE）：3、ガリシア民族主義ブロック（BNG）：1となっている（2007年の自治体選挙の結果、得票順）。 

## 祭り
- エントロイド（Entroido） - ベリン、ラサ、シンソ・デ・リミアほどではないが、ビアナのエントロイドも知られている。この地域では、祭りの主役はボテイロ（boteiro）と呼ばれる。

## 教区
ビアナ・ド・ボーロは35の教区に分けられる。太字は自治体中心地区のある教区。
- ベンビブレ（サント・アンドレ）
- カルデシーニョス（サンタ・クリスティーナ）
- セペデーロ（サンタ・マリーア）
- コベーロ（サン・ロウレンソ）
- フォルネーロス・デ・フィジョアス（サンタ・マリーア）
- フラデーロ（サン・ビセンソ）
- フロショアイス（サン・ブライス）
- グリショーア（サン・ペドロ）
- エドローソ（サン・ロマン）
- ロウサレーゴス（サンタ・マリーア）
- モウリスカ（サンタ・マリーア）
- パラデーラ（サン・ペドロ）
- ペノウタ（サン・バルトロメウ）
- ペシェイロス（サンタ・マリーア）
- ピンサ（サンタ・マリーア）
- プラドカバーロス（サンタ・マリーア）
- プラドラミスケード（サン・セバスティアン）
- プンシェイロ（サン・マルコス）
- キンテーラ・デ・エドローソ（サン・コスメーデ）
- キンテーラ・デ・ウモーソ（パードレ・エテルノ）
- キンテーラ・ド・パンド（サンタ・イサベル）
- ラミーロ（サン・ペドロ）
- ルビアイス（サン・シブラーオ）
- サン・シブラーオ（サン・シブラーオ）
- サン・マメーデ（サンティアーゴ）
- サン・マルティーニョ（サン・ショアン）
- サンタ・マリーニャ・ダ・ポンテ（サンタ・マリーニャ）
- セベール（サン・ロウレンソ）
- ソルベイラ（サント・アドラーオ）
- タバソーア・デ・エドローソ（サンタ・マリーア）
- タバソーア・デ・ウモーソ（サン・セバスティアン）
- ビアナ・ド・ボーロ（サンタ・マリーア）
- ビラルデミーロ（サンタ・マリーア・マダネーラ）
- ビラルメアーオ（サント・アントン）
- ビラセーコ・ダ・セーラ（サン・ビセンソ）